# Астрагал пухнастоцвітий
Астрага́л пухнастоцві́тий, або астрага́л пухнастоквітко́вий, або во́вчий горо́шок безби́льний (Astragalus pubiflorus) — багаторічна рослина родини бобових, регіонально рідкісний вид. Поширений на півдні Східної Європи. Як лікарська рослина обмежено застосовується у народній медицині. Назви цієї рослини вказують на дві її типові особливості: відсутність стебел (звідси «безбильний») та густе запушення квіток.

## Опис
Багаторічна трав'яниста рослина заввишки 10-25 см. Корінь стрижневий із бічними відгалуженнями, дерев'янистий. Стебло надзвичайно коротке (1-3 см), часто взагалі відсутнє. Листки завдовжки 6-25 см, непарнопірчасті, складені з 8-14 пар видовжено-еліптичних листочків завдовжки 9-25 (інколи до 33) мм кожен. Листки вкриті притиснутими рудувато-жовтими волосками.
Приквітки шилоподібно-лінійні, видовженозагострені, війчасті по краю, завдовжки 10-20 мм. Квітконоси зазвичай відсутні, рідше можуть сягати довжини 2-4 см. Квітки зигоморфні, метеликового типу, притаманного усім бобовим рослинам. Чашечка завдовжки 18-25 мм, трубчасто-дзвоникувата, вкрита довгими рудими волосками, із шилоподібно-лінійними зубцями, що дорівнюють трубці. Віночок жовтий, ззовні запушений. Вітрило квітки (верхня пелюстка) сягає 23-30 мм завдовжки, іноді може бути коротшим (від 19 мм); весла (бічні пелюстки) мають довжину 16-24 мм; човник (нижня пелюстка) сягає 12-20 мм завдовжки, голий. Плід — видовжено-еліптичний, майже сидячий біб завдовжки 13-15 мм, вкритий рудуватими волосками.

### Хімічний склад
Хімічний склад астрагала пухнастоцвітого вивчений недостатньо. Відомо, що ця рослина багато на флавоноїди: астрагалозид, глюкопіранозид ізорамнетину, ізорамнетин.

## Поширення
Астрагал пухнастоцвітий можна віднести до широких ендеміків, чий ареал охоплює один екологічний регіон, але великий. У природі цей вид поширений у степах Балканського півострова та по всьому Західному й Північному Причорномор'ю. На західному узбережжі Чорного моря він трапляється у Болгарії та Румунії, далі на схід поширений у Молдові, Україні аж до півдня Росії (Ростовська область, Калмикія). Зона розповсюдження цієї рослини нагадує клин, вістря якого розташоване на заході, чимдалі на схід північна межа ареалу підіймається у все вищі широти. В Болгарії астрагал пухнастоцвітий рідкісний і наразі відомий лише з осередків на Дунайській рівнині. Раніше описані популяції з околиць міст Балчик та Драгоман, ймовірно, винищені. У Правобережній Україні астрагал пухнастоцвітий зростає переважно у смузі причорноморських степів, а на Лівобережжі вже віддаляється від узбережжя і трапляється у Дніпропетровській, Полтавській, Харківській та Сумській областях. На теренах Росії північна межа ареалу проходить через Курську, Воронезьку, Бєлгородську, Волгоградську та Саратовську області.

## Екологія
Рослина світлолюбна, морозо- і посухостійка. Віддає перевагу темно-каштановим ґрунтам та південним чорноземам, крім того, може оселятись на піщаних ділянках, кам'янистих схилах, карбонатних суглинках по схилам балок. Зростає у різнотравно-типчаково-ковилових та сухих типчаково-ковилових степах. Помічено, що найрозвинутіші особини трапляються на узліссях гірсько-байрачних лісів, по схилам балок, серед заростей степових чагарників. Співмешканцями астрагала пухнастого часто виступають ковила волосиста та вузьколиста, Chrysopogon gryllus. Загалом популяції цього виду нечисельні, ізольовані, складаються з десятків чи сотень особин.
Астрагал пухнастоцвітий розмножується виключно насінням. Цвітіння у різних частинах ареалу триває з кінця квітня до липня. Квіти запилюються комахами. Плоди достигають у червні-серпні. Насіння поширюється тваринами.

## Використання
Господарське значення цього виду невелике. Інколи його використовують у народній медицині для лікування ревматизму й сифілісу. Задля цього заготовлять корені астрагала пухнастоцвітого. Сума флавоноїдів трави цього виду у досліді показала спазмолітичну активність. Разом з тим, заготівлі цього виду іноді набувають хижацьких масштабів, оскільки астрагал пухнастоцвітий часто плутають із астрагалом волохатоцвітим

## Статус виду
Природоохоронний:

Загалом вид не є рідкісним, але в багатьох регіонах його чисельність швидко зменшується, через що астрагал пухнастоцвітий занесений до ряду місцевих охоронних списків, Червоної книги Донецької області України, Червоних книг Ростовської та Волгоградської областей Росії, Червоної книги Болгарії. Лімітуючими чинниками для цього виду визначені природна малочисельність популяцій, тривалий період розвитку, що утруднює відновлення рослин, пожежі (перш за все штучного походження), заготівля сировини, туризм, випасання худоби. Болгарські осередки включені в мережу природоохоронних територій Natura 2000.
Таксономічний:

Видовий статус цього таксона визнаний не всіма ботаніками. За даними сайту The Plant List, його визнано синонімом підвиду Astragalus exscapus subsp. pubiflorus (DC.) Soo.